# Luigi Bonizzoni
Luigi Bonizzoni (Milano, 23 novembre 1919 – Ossona, 6 dicembre 2012) è stato un calciatore e allenatore di calcio italiano, di ruolo centrocampista. Era soprannominato "Cina": il suo compagno di scuola e amico Gianni Brera lo appellò infatti "El cinès", per via dei suoi occhi leggermente a mandorla.

## Carriera

### Giocatore
Nipote di Giuseppe Bonizzoni, bandiera rossonera negli anni trenta, cresce nelle giovanili del Milan ma non riesce ad esordire nella prima squadra; prosegue come centromediano in Serie B a Padova, poi 18 partite nella Cremonese e 6 con il Lecce in Serie C, per poi chiudere la carriera agonistica a soli 27 anni.

### Allenatore
Ha vinto uno scudetto con i rossoneri del Milan nel 1958-59 (con Gipo Viani come direttore tecnico) ed ha allenato varie squadre italiane (10 campionati in Serie A con Palermo, Como, Atalanta, Verona, Milan, Udinese, Mantova e Foggia), selezioni nazionali e Interlega, oltre ad essere stato il primo allenatore della Nazionale italiana cantanti. Ha avuto anche una parentesi di allenatore in Svizzera con l'AC Bellinzona nella stagione 1964-65.
Collaborò con la testata giornalistica Avvenire e con il Guerin Sportivo, quando Gianni Brera ne era direttore. Scrisse anche molti libri tradotti in varie lingue sulla tecnica del calcio e le tattiche di gioco.
Ha avuto alle sue dipendenze, da giocatori, ben quattro ct azzurri: ha fatto debuttare Dino Zoff e Giovanni Trapattoni e poi ha allenato Cesare Maldini e Ferruccio Valcareggi.
È stato iscritto al settore tecnico della FIGC con la qualifica di direttore tecnico.

## Palmarès

### Giocatore

#### Competizioni nazionali
- Serie C: 2

Cremonese: 1941-1942
Lecce: 1942-1943

### Allenatore

#### Competizioni nazionali
- Serie C: 1

Magenta: 1946-1947
- Campionato italiano: 1

Milan: 1958-1959